# Willow (Oklahoma)
Willow – miasto w Stanach Zjednoczonych, w stanie Oklahoma, w hrabstwie Greer.